# Крымские цыгане
Кры́мские цыга́не, татарче, аюджи (медвежатник, от крымскотатарского слова Ayuv — медведь), также — кры́мы, тата́рские цыга́не, чингене́ (цыг. крыми́тика рома́, кры́мя, кры́муря / krymítika romá, krýmya, krýmurâ, aûǧi, крымскотат. Çingene) — цыганская субэтническая группа, входящая в «большую» группу рома.

## История и этногенез
Сформировалась в Крымском ханстве в XIII—XVII веках. На территорию Крыма цыгане прибыли из Румынии, где подвергались преследованиям, путь их миграции шёл по северному Причерноморью. В Крымском ханстве же чингене, как и представители других народов, никогда не чувствовали притеснений: власти их не преследовали, к ним никогда не относились с презрением. В Крыму они могли по своему желанию вести как оседлый, так и полуоседлый образ жизни, заниматься производительным трудом и музыкой. В XVIII веке ислам стал традиционной религией крымских цыган. В настоящее время проживают во многих странах бывшего СССР, в том числе в России. Говорят на собственном диалекте цыганского языка с лексическими заимствованиями из крымскотатарского, украинского, русского языков, большинство верующих — мусульмане, но есть и православные.
Исследователь цыган Николай Штибер в своем очерке о цыганах в Крыму писал: 
Все крымские цыгане исповедуют мусульманскую веру, многие из них выполняют даже заповеди Корана не менее строго, чем другие мусульмане. Крымские цыгане живут постоянно среди татарского населения, носят обыкновенно татарские имена, говорят свободно на татарском языке. В отношении одежды цыгане стараются подражать татарам: мужчины одеваются в халаты, покрывают голову татарской шапкой: цыганки на голове татарскую шапочку. Чингене в качестве ремесленников пользуются среди местного населения большим успехом и влиянием, к ним относятся как к честным труженикам. Некоторые из крымских цыган служат носильщиками на судах при нагрузке зернового хлеба; ведут разносную торговлю. Крымские цыгане играют на дауле, скрипке и зурне; они играют всюду, где только их приглашают; в городских кофейнях и гостиницах, на татарских свадьбах и вечерах.

## Расселение и миграции
Крымские цыгане проживали в Крыму и на Кубани, которая входила в состав Крымского ханства, крымские цыгане были первыми цыганами, появившимися на Кубани. Сегодня потомки первых цыган, поселившихся на Кубани, не называют себя крымскими цыганами, предпочитают называть себя кубанскими цыганами, но при этом они сохраняют крымский диалект цыганского языка, исповедуют ислам.
Не будучи интегрированными в общественную жизнь и будучи беднейшим слоем крымские цыгане мало пострадали от событий Гражданской войны в Крыму. Однако Крымский голод 1921-1923 вызвал у них огромные жертвы. Первые признаки голода на полуострове появились в августе 1921 года, а к сентябрю-октябрю он начинает ощущаться всеми жителями Крыма. Первыми наступление голода почувствовала цыганская беднота. Следующими пострадавшими оказались крестьяне из числа крымских татар, проживавших на Южном берегу.
Член секции Помгола И. Крамник приводил следующее описание происходящего в Симферополе: «цыганская слободка, населенная цыганами, почти вся вымерла. Жутко ходить по безлюдным улицам. Масса голодных детей бродит по городу и подбирает отбросы; заунывно-умоляющее „дядя, дай хлебца“ не умолкает ни на минуту. Население привыкло к картинам голода».
В 1944 году крымские цыгане, также как и крымские татары, подверглись депортации в Среднюю Азию, что было связано с тем, что большинство крымов в советских паспортах были записаны как татары.
Однако уже в 1948—1949 годах они снова стали появляться в Крыму (крымов не могли удержать специальные поселения репрессивной системы СССР).
В настоящее время большинство крымов живут за пределами Крыма — в Краснодарском крае Российской Федерации, однако существуют отдельные семьи, проживающие на территории Украины, а именно — в Киеве, Житомире, Виннице, Херсоне. Примерная численность крымов 20-25 тысяч человек.

## Демография
По данным переписи населения Крыма 2014 года цыгане были самым молодым этносом республики со средним возрастом 28,3 года (для сравнения, в среднем по республике этот показатель составил 40,9 лет).

## Традиционные ремёсла
Традиционный род занятий — мелкая торговля, исполнение музыки, разного рода кустарные ремёсла, ювелирное искусство, кузнечество, гадание.